# Censo chileno de 1982
El XV Censo Nacional de Población y IV de Vivienda fue realizado el día 21 de abril de 1982, encabezado por el Ministro de Economía, Fomento y Reconstrucción de la época, brigadier Rolando Ramos Muñoz, secundado por el director Nacional del Instituto Nacional de Estadísticas, Sergio Chaparro Ruiz.

## Resultados generales
| Población total    | 11 329 736 | 100   |
| Total Hombres      | 5 553 409  | 49,01 |
| Total Mujeres      | 5 776 327  | 50,99 |
| Total Urbana       | 9 316 127  | 82,22 |
| Total Rural        | 2 013 609  | 17,73 |
| Menores de 15 años | 3 653 113  | 32,24 |
| Entre 15 y 65 años | 7 017 106  | 61,93 |
| Mayores de 65 años | 659 517    | 5,82  |

| Total Viviendas   | 4 400 247 | 100   |
| Viviendas Urbanas | 3 739 386 | 84,98 |
| Viviendas Rurales | 660 861   | 15,01 |
| Total Hogares     | 4 158 237 | 100   |

## Fuente
- Censo de 1982- INE

- Datos: Q5760509

.